# عبد الرحمن الخميسي

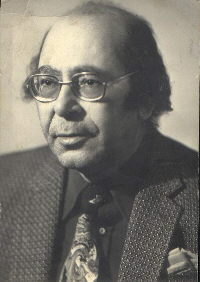
عبد الرحمن الخميسي أديب وشاعر مصري

عبد الرحمن عبد الملك الخميسي مراد (13 نوفمبر 1920 - 1987)، شاعر مصري رومانسي تقلب بين مختلف ألوان الفن في الشعر والقصة والمسرح والتمثيل والصحافة والتأليف الإذاعي والإخراج السينمائي وتعريب الأوبريت بل وتأليف الموسيقى والأغاني كتابة ولحنا، ومذيعا عرف بأنه «صاحب الصوت الذهبي».

## حياته
ولد في 13 نوفمبر 1920 بمدينة بورسعيد. درس في مدرسة القبة الثانوية بالمنصورة لكنه لم يكمل دراسته بها. في سن مبكرة بدأ الخميسي يكتب الشعر ويرسل قصائده من المنصورة فتنشرها كبرى المجلات الأدبية حينذاك مثل «الرسالة» للأستاذ أحمد حسن الزيات، و«الثقافة» للأستاذ أحمد أمين، ثم استقر قراره على الانتقال للقاهرة عام 1936، وهناك أجبرته الظروف على العمل بائعا في محل بقالة وكومساري ومصححا في مطبعة ومعلما في مدرسة أهلية والنوم على أرائك الحدائق، كما جاب الريف مع فرقة «أحمد المسيري» المسرحية الشعبية التي كان صاحبها يرتجل النصوص. وفي فترة لاحقة دخل إلى عالم الصحافة بانضمامه إلى جريدة المصري لسان حال الوفد قبل ثورة 1952.
لمع الخميسي شاعرا من شعراء الرومانسية ومدرسة أبوللو بروادها الكبار: علي محمود طه، ومحمود حسن إسماعيل، وإبراهيم ناجي، وغيرهم. وفي سنوات ما قبل ثورة 52 أخذت تظهر مجموعات الخميسي القصصية التي صورت طموح المجتمع المصري وخاصة الطبقات الفقيرة إلى عالم جديد. وعندما قامت ثورة يوليو، وأغلقت صحيفة المصري، اعتقل الخميسي وظلَّ رهن الحبس من يونيو 1953 حتى منتصف ديسمبر 1956 نظراً لموقفه الداعي للتشبث بالحياة الحزبية الديمقراطية. بعد الإفراج عنه التحق بجريدة «الجمهورية» لكن الحكومة قامت فيما بعد بنقله فيما يشبه العزل السياسي مع مجموعة من أبرز الكتاب إلى وزارات مختلفة وكان نصيبه منها وزارة التموين، فألّف في تلك الفترة فرقة مسرحية باسمه كتب وأخرج أعمالها ومثل فيها وجاب بها المحافظات، كما كتب للإذاعة عدة مسلسلات لاقت نجاحا خاصا أشهرها «حسن ونعيمة» التي تحولت لفيلم واعتبرها النقاد «قصة روميو وجولييت» المصرية.
انتقل إلى تعريب الأوبريتات في تجربة كانت الأولى من نوعها في تاريخ المسرح الغنائي خاصة أوبريت «الأرملة الطروب»، وألف العديد من الأوبريتات المصرية، ثم انتقل إلى تأليف وإخراج الأفلام السينمائية. إلى جانب ذلك كله كان الخميسي يواصل دوره الصحفي، والأدبي في مجال القصة والشعر، ومهّد الطريق لمواهب كبرى مثل يوسف إدريس، واكتشف طاقات أخرى مثل الفنانة سعاد حسني وغيرها، وترك أثراً خاصا بدوره في فيلم الأرض ليوسف شاهين. وبرجوع الخميسي إلى جريدة الجمهورية كان أول ما نشره سلسلة من المقالات منع نشر ما تبقى منها، وبعدها هاجر الخميسي من مصر في رحلة طويلة من بيروت إلى بغداد ومن بغداد إلى ليبيا ومنها إلى روما ثم باريس ثم موسكو، حيث قضى ما تبقّى من سنوات حياته في الغربة حتى وفاته في أبريل 1987، فنُقل جثمانه ليُدفن في المنصورة حسب وصيته الأخيرة.

## قيل عنه
قال عنه أحمد بهجت قام الخميسي بدور في: «تنوير الحياة الأدبية يشبه دور برتراند راسل في المجتمع الإنجليزي»
قال عنه يوسف إدريس إنه «أول من حطم طبقية القصة»، وأنه: «عاش قويا عملاقا مقاتلا إلى ألف عام»
كتب أحمد بهاء الدين قائلا: «دهشت عندما قرأت في نعيه أنه توفي عن سبعة وستين عاما فقط وكنت أظنه أكبر من ذلك لكثرة ما أنتج وكثرة ما عاش، وكثرة ما سُجن، وكثرة ما سافر في أنحاء الدنيا، وكثرة ما ترك من الأبناء والبنات في شتى عواصم العالم».

## أعمال الخميسي

### في الشعر
ترك الخميسي سبعة دواوين شعرية هي: الدواوين: أشواق إنسان (مايو 1958) القاهرة - ثم «دموع ونيران» 1962 القاهرة، ثم ديوان الخميسي دار الكاتب العربي 1967 ثم ديوان الحب 1969 القاهرة – إني أرفض؟ بيروت – تاج الملكة تيتي شيرى 1979 بيروت– مصر الحب والثورة 1980 بيروت. وقد اعتبره الدكتور لويس عوض: «آخر الرومانسيين الكبار» وأشار إلى قصيدته «في الليل» معتبرا أنها «من أروع ما نظم شعراء العربية». واعتبر د. محمد مندور أن الخميسي «بلغ بشعره حد السحر».

### في القصة
توالت مجموعاته القصصية بعد أن أعاد صياغة «ألف ليلة وليلة الجديدة» على صفحات المصري وصدرت في جزئين، ثم ظهرت مجموعته الأولى «من الأعماق» ثم «صيحات الشعب» في نوفمبر 1952، ثم «قمصان الدم» مارس 53، و«لن نموت» مايو 1953 ثم «رياح النيران» مكتبة المعارف بيروت أبريل 1954 و«ألف ليلة الجديدة» و«دماء لا تجف» في نوفمبر 1956، «البهلوان المدهش» أكتوبر 1961 (الكتاب الذهبي روز اليوسف)، وأخيرا «أمينة وقصص أخرى» (الكتاب الماسي) عام 1962 وكانت تلك آخر مجموعة قصصية له، فلم يعد إلى فن القصة. وله أيضا قصة طويلة لم تطبع نشرت في المصري أواخر الأربعينات تحت عنوان «الساق اليمنى».

### في المسرح
كل الخميسي فرقة مسرحية باسمه في 21 مارس 1958 وقدمت عرضها الأول على مسرح 26 يوليو الصيفي بثلاث مسرحيات قصيرة من تأليف الخميسي وإخراجه وتمثيله وهي «الحبة قبة»، و«القسط الأخير» و«حياة وحياة». ثم قدمت فرقته مسرحية «عقدة نفسية» المترجمة عن الرواية الفرنسية «عقدة فيلمو» لمؤلفها جان برنار لوك واقتبسها للمسرح الإنجليزي جون كلمنتس وسماها «الزواج السعيد» ثم مصرها أحمد حلمي لفرقة الخميسي. كانت عزبة بنايوتي تأليف محمود السعدني ثالث عروض الفرقة، وفيها قام الخميسي بدور كشف عن طاقاته كممثل بارع. وقدمت الفرقة بعد ذلك عملها الرابع والأخير وهو «نجفة بولاق» تأليف عبد الرحمن شوقي في مارس 1961، وجابت الفرقة محافظات القاهرة، ثم توقفت بسبب الظروف المالية.

### في مجال الأوبريت
اتجه الخميسي إلى تعريب الأوبريتات وكتابتها، فقدم أولا الأرملة الطروب عام 1961 التي وضع موسيقاها الموسيقار المجري فرانز ليهار عام 1905 وعرضت في نفس العام في فيينا، وهي من تأليف «فيكتور ليون» و«ليوشتين». وتمكن الخميسي مع الالتزام بالترجمة الشعرية الدقيقة للنص الأصلي من اختيار وضبط الكلمات العربية شعرا على مقياس الوحدات الموسيقية والألحان الأصلية التي وضعها فرانز ليهار. وقدم الخميسي تجربة ثانية مماثلة من تعريبه أيضا هي أوبريت «حياة فنان» تأليف الموسيقار الإنجليزي ايفون نوفيللو، وكان اسمها الأصلي «السنوات المرحة» وتم عرضها بدار الأوبرا في مطلع شهر ديسمبر عام 1970، وكلفت وزارة الثقافة المخرج النمساوي توني نيسنر الذي أخرج من قبل «الأرملة الطروب» بإخراجها. وقدم الخميسي للمسرح الغنائي من تأليفه هي أوبريت مهر العروسة عن تأميم قناة السويس ونشر الفصل الأول منها في الجمهورية في 27 مايو 1961، وعرضت في 2 أبريل عام 1964، وفي 29 يوليه 1963 وقع الخميسي عقدا مع المؤسسة العامة للمسرح والموسيقي قدم بموجبه أوبريت جديدة من تأليفه هي الزفة لكنها لم تعرض. وخاض غمار كتابة أوبريت جديدة هي «عيد الحبايب»، كما خطط لكتابة أوبريت مشترك مع الشاعر التركي العالمي ناظم حكمت عن تاريخ كفاح الشعب المصري وذلك عندما التقى الفنانان في مؤتمر لكتاب آسيا وأفريقيا في القاهرة في فبراير 1962، لكن الظروف الشخصية للشاعرين حالت دون تحقيق ذلك الحلم.

### في السينما
قدم الخميسي أربعة أفلام شارك في وضع قصصها وسيناريوهاتها وألّف الموسيقى التصويرية لبعضها ومثل في بعضها الآخر وهي: الجزاء 1965 بطولة شمس البارودي وحسين الشربيني – عائلات محترمة عام 1968 حسن يوسف وناهد شريف – الحب والثمن أكتوبر 1970 أحمد مظهر وزيزي البدراوي – زهرة البنفسج 1972 زبيدة ثروت وعادل إمام. كما قدم للسينما اكتشافه الرائع سعاد حسني في فيلم حسن ونعيمة الذي كتب له السيناريو، كما قام بأداء دور الشيخ يوسف في فيلم «الأرض» ليوسف شاهين.

### في النقد
قدم كتاب «الفن الذي نريده» – الدار المصرية عام 1966، وكتاب «مناخوليا – محاورات ونظرات في الفن» - وكتاب «المكافحون» وهو سير لحياة العظام مثل عبد الله النديم وغيره صدر عن مطبوعات المصري في سبتمبر 1951.

### في الترجمة
ترجم مختارات من أشعار ووردزورث، وكيتس، ثم مختارات من القصص العالمية تحت عنوان «يوميات مجنون» صدرت في كتب للجميع ما بين 1951- 1952، ثم مختارات من الشعر السوفيت عام 1985 صدرت عن دار رادوجا الروسية، ثم الصهيونية غزو بلا سلاح للكاتب فلاديمير بيجون – بيروت عام 1985.
في النهاية فقد ترجمت أعمال الخميسي إلى لغات عديدة منها الإنجليزية والروسية والفرنسية وغيرها وكانت موضوعا لرسائل الدكتوراه في جامعات أوروبية عدة.